# Viktor Temine
Viktor Antonovich Temin (Yoshkar-Ola, 3 novembre 1908 - Moscou, 9 janvier 1987) est un photographe russe.

## Biographie
Viktor Temin a travaillé pour RIA Novosti. Il a notamment photographié la Bataille de Moscou.

## Galerie d’œuvres

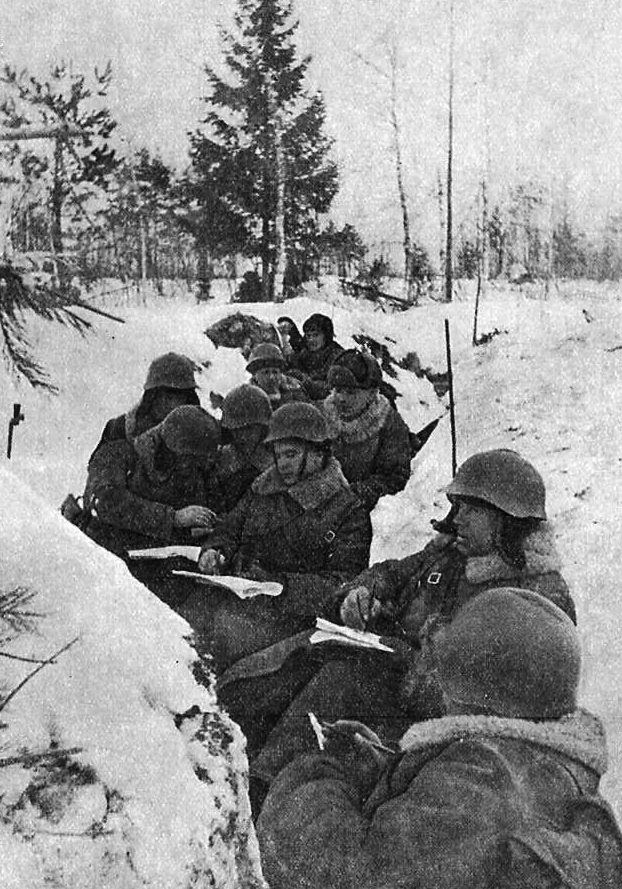
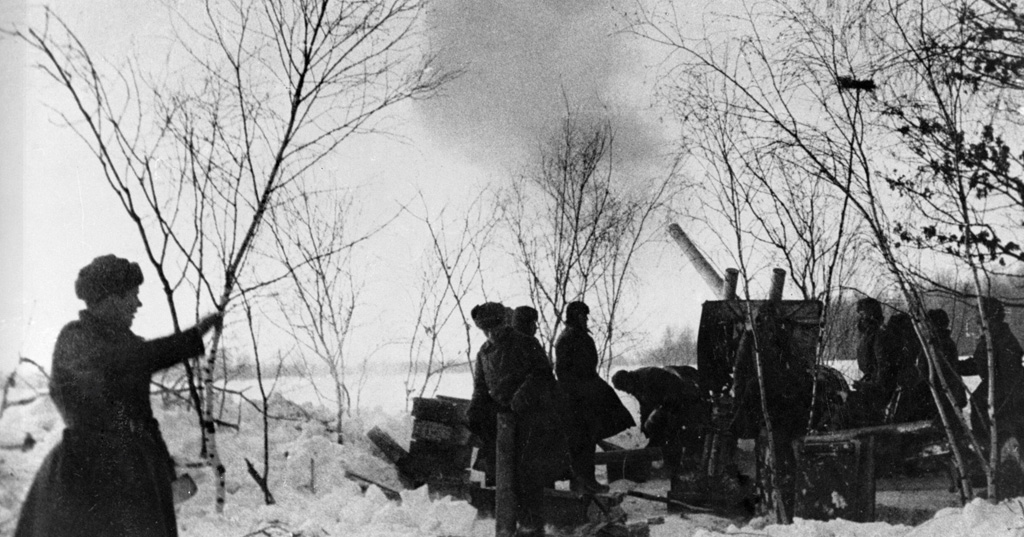